# Vähä Kuivanuoro
Vähä Kuivanuoro (finska: Vähämaa) är en ö i Finland.   Den ligger i kommunen Kemi i den ekonomiska regionen  Kemi-Torneå  och landskapet Lappland, i den norra delen av landet, 600 km norr om huvudstaden Helsingfors. Arean är 0,63 kvadratkilometer.
Terrängen på Vähä Kuivanuoro är mycket platt. Den sträcker sig 1,4 kilometer i nord-sydlig riktning, och 0,8 kilometer i öst-västlig riktning.